# ALL YOURS
『ALL YOURS』（オール・ユアーズ）は、Crystal Kayの7枚目のアルバム。前作のアルバムからは約1年4ヶ月ぶりとなる。
初回生産限定盤と通常盤があり、初回生産限定盤にはDVDが付属している。また、14曲のすべてが恋愛的な曲で、「LOVE」を意識したアルバムになっている。今回収録されているシングル曲はすべてタイトルが日本語になっている。
8年目にして初のオリコン週間チャート1位獲得作品である。

## 収録曲
1. こんなに近くで...
  - 作詞：六ツ見純代／作曲：RYOSUKE "DR.R" SAKAI／PRODUCED BY RYOSUKE "DR.R" SAKAI
  - 19枚目のシングル、ベートーベンの交響曲第7番第1楽章を曲全体にフィーチャーした楽曲
  - フジテレビ系アニメノイタミナ枠・『のだめカンタービレ』エンディングテーマ。
2. Dream World
  - 日本語詞：KIYO TSURUMI／英語詞・作曲：LISA HUANG, JOEY CARBONE／PRODUCED BY JOEY CARBONE
  - ITOEN TULLY'S COFFEEバリスタズスペシャルCMソング、本人もこのCMに出演。
3. Anytime
  - 作詞：CRYSTAL KAY, H.U.B.／作曲：CRYSTAL KAY, 河野伸／PRODUCED BY 河野伸
4. あなたのそばで
  - 作詞：EMI NISHIDA／作曲：TAISHI FUKUYAMA, HARUKO OHINATA／PRODUCED BY 河野伸
  - 先行シングル
  - メナードフェイシャルサロンCMソング。
5. Cherish
  - 作詞：EMI K. LYNN／作曲：崎谷健次郎／PRODUCED BY SHINGO.S
6. STILL
  - 作詞：ERU／作曲：大西克巳／PRODUCED BY SHINGO.S
  - シングル「きっと永遠に」収録されている「As One」の日本語ヴァージョン。2006年J-WAVEクリスマスキャンペーンソング。
7. Butterfly's Garden
  - 作詞：H.U.B.／作曲：田中直／PRODUCED BY SHINGO.S
8. きっと永遠に
  - 作詞：EMI NISHIDA／作曲：RYOSUKE "DR.R" SAKAI／PRODUCED BY 河野伸
  - 18枚目のシングル、バラード曲
  - 東芝エンタテインメント配給映画『僕は妹に恋をする』エンディング・テーマ
9. ESCALATOR
  - 作詞：MONA／作曲：森元康介／PRODUCED BY RYOSUKE "DR.R" SAKAI
10. Sugar Rain
  - 作詞：EMI K. LYNN／作曲：STY／PRODUCED BY STY FOR DIGS GROUP, INC
11. I WANNA BE
  - 作詞：michico／作曲：michico, T.Kura／PRODUCED BY T.Kura
12. Lonely girl
  - 「LOST シーズン3」インスパイアソング。
  - 作詞：H.U.B.／作曲：SHINGO.S／PRODUCED BY SHINGO.S
13. Midnight Highway
  - 作詞：AYA HARUKAZU／作曲：ICEDOWN／PRODUCED BY ICEDOWN
  - SUZUKI シボレー・MW CMソング
14. Last Kiss
  - 作詞：MONA／作曲：RYOSUKE "DR.R" SAKAI／PRODUCED BY KAZUHIKO MAEDA

### 初回生産限定盤DVD収録曲
1. きっと永遠に
2. こんなに近くで...
3. あなたのそばで
4. こんなに近くで...　のだめオーケストラ LIVE ver.